# 일본국 헌법 제84조
일본국 헌법 제84조(일본어: 日本国憲法第84条)은 일본국 헌법 제7장 "재정"의 조문 중 하나이다. 과세의 요건에 대해 규정하고 있다.

## 조문
일본국 헌법 제84조
새로이 조세를 과하거나 현행 조세를 변경하려면 법률 또는 법률이 정하는 조건을 따를 필요가 있다.

## 해설
조세의 항목 또는 세율 등을 변경하는 절차는 '법률 또는 법률이 정하는 조건'에 의해 이뤄져야 한다는 조세법률주의 원칙을 규정하고 있다. 이는 납세의 의무에 대해 언급하고 있는 헌법 제30조에서 "국민은 '법률이 정하는 바'에 의하여 납세의 의무를 진다"고 규정한 것과 같은 맥락이다.